# خلل التنسج الليفي المعظم المترقي
خلل التنسج الليفي المعظم المترقي أو خلل التنسج الليفي المعظم المستفحل ويشار إليه أحيانـًا بـ(متلازمة الرجل الصخرة)، وهو مرض شديد الندرة يصيب النسيج الضام. بحيث تحدث طفرة في طريقة إصلاح الضرر بالنسيج الضام بما فيه (العضلات، الأوتار، الأربطة) بحيث تتحول هذه الأنسجة إلى عظم في حال إصابتها أو تضررها. في الكثير من الحالات، تتسبب الإصابات في المفاصل بتوقف المفصل تمامًا عن الحركة. وتفشل عمليات إزالة العظم الجديد الزائد في علاج الحالة حيث يقوم الجسم «بمعالجة نفسه» بتكوين عظم جديد في مكان الجرح.

## الأعراض والعلامات
لسبب غير معروف، يولد الأطفال المصابين بخلل التنسج الليفي المعظم المترقي بتشوهات في إبهام قدم الرجل، فقد يكون غائب تمامًا أو موجود مع نتوء ملحوظ وهذا ما قد يساعد على تشخيص المرض واستبعاد الكثير من أمراض العمود الفقري الأخرى. وتبدأ أعراض خلل التنسج الليفي المعظم المترقي غالبًا قبل سن العاشرة. ويبدأ تكوين العظم الجديد من أعلى الجسم إلى أسفله، تمامًا كترتيب عملية تكوين العظم أثناء الحياة الجنينية. يعاني الطفل المريض بـخلل التنسج الليفي المعظم المترقي من تكوين عظام جديدة بدءًا من الرقبة، فالكتفين، فالذراعين، فالصدر ثم في الساقين.
تحديدًا، يقع ضرر خلل التنسج الليفي المعظم المترقي على منطقة محور الهيكل العظمي ثم ينتقل إلى الأطراف. عمومًا، ليس من الضروري أن تحدث الإصابة بهذا التسلسل. فأحيانًا تظهر بعد النتوءات في أماكن إصابة العظام والمفاصل بشكل مفاجيء مما يُفقد المفصل المصاب قدرته على الحركة، بما في ذلك مفاصل الفكين مما يسبب صعوبات في الأكل والكلام. كما أن تكوين عظام جديدة حول ضلوع القفص الصدري يتسبب في تضييق حركة الصدر أثناء التنفس مما يتسبب في الكثير من أمراض الرئة والتنفس. من المثير أن عضلات الحجاب الحاجز، اللسان، العضلات المحركة للعين، عضلات القلب والعضلات الملساء تظل سليمة تمامًا. بسبب ندرة المرض فإن الكثير من الحالات يتم تشخيصها بشكل خاطيء كسرطانات أو كتليفات، مما يجعل الطبيب يلجأ إلى طلب عينة من مكان الإصابة، والذي بدروه قد يزيد من تكوين العظم وتدهور حالة الجزء المصاب.

## سبب المرض
يحدث خلل التنسج الليفي المعظم المترقي بسبب جين سائد موجود على الصبغي الجسدي 2q23-24. ولهذا الجين تعبيرية متباينة، ولكن انتفاذ كامل. في الحالة الطبيعية يتوقف عمل الجين المسئول عن تكوين العظام بعد تمام تكوين عظام الجنين أثناء الحياة الجنينية، ولكن في مريض خلل التنسج الليفي المعظم المترقي يبقى هذا الجين نشطًا بعد الميلاد.وهذا الخلل الجيني نادر جدًا بحيث يحدث في 1 من كل مليوني شخص في جميع أنحاء العالم.
وتحدث معظم الحالات بسبب طفرة تلقائية بالأمشاج; ولا يظهر في التاريخ الأسري لمعظم المرضى أي أقارب مصابين بالمرض. ومعظم مرضى خلل التنسج الليفي المعظم المترقي يختارون ألا ينجبوا أطفالًا لئلا ينقلوا إليهم المرض وراثيًا.

## التشخيص
يتم التشخيص من خلال الأعراض المميزة وارتفاع مستويات الـفوسفاتاز قلوي.

## العلاج
لا يوجد علاج شافي لهذه الحالة.وأية محاولات لإزالة العظم المتكونة حديثًا قد يزيد من تدهور حالة الجزء المصاب وتكوين عظام أكثر. في عام 1999 أكتشف مجموعة من العلماء أن مادة (سكوالامين Squalamine) المستخلصة من أنسجة بعض أنواع أسماك القرش، بحيث تمنع هذه المادة تكوين عظام جديدة في أجسام أسماك القرش. وفي عام 2002 أعلنت (شركة جينيرا Genaera Corporation) عن بدء تجربة فعالية هذه المادة. ولكن التجارب قد توقفت عام 2007.
ولم تثبت فعالية العديد من الأدوية مثل آيزوتريتينوين، حمض الآتيدرونيك، كورتيكوستيرويد وبيرهيكلين في علاج خلل التنسج الليفي المعظم المترقي بينما تركت تغيرات في حالة بعض المرضى الذين خضعوا لتجارب العلاج بهذه الأدوية بعضًا من الغموض المحيط بنتيجة هذه التجارب. في شهر إبريل لعام 2013 أعلنت شركة (لا جولا للأدوية La Jolla Pharmaceutical Company) عن إنتاج دواء يتيم لعلاج خلل التنسج الليفي المعظم المترقي وهو 4-(6-(4-(piperazin-1-yl)phenyl_pyrazolo[1,5-a]pyrimidin-3-yl)quinoline hydrochloride

## للقراءة الإضافية
- Cohen، MM؛ Howell، RE (أكتوبر 1999). "Etiology of fibrous dysplasia and McCune-Albright syndrome". International journal of oral and maxillofacial surgery. ج. 28 ع. 5: 366–71. PMID:10535539.

## روابط خارجية
- ClinicalTrials.gov search interface
- Clementia's phase 2 clinical trial enrolment